# Superchunk
Superchunk je americká rocková skupina, která vznikla v roce 1989 ve městě Chapel Hill v Severní Karolíně. Původní sestavu skupiny tvořili zpěvák a kytarista Mac McCaughan, kytarista Jack McCook, baskytaristka Laura Ballance a bubeník Chuck Garrison. McCook a Garrison později skupinu opustili a nahradili je Jim Wilbur (kytara) a Jon Wurster (bicí). Ballance se skupinou přestala kvůli své nemoci v roce 2013 vystupovat a nahradil ji Jason Narducy. Své debutové album skupina vydala v roce 1990 a do roku 2018 jich vydala dalších deset.

## Diskografie
- Superchunk (1990)
- No Pocky for Kitty (1991)
- On the Mouth (1993)
- Foolish (1994)
- Here's Where the Strings Come In (1995)
- Indoor Living (1997)
- Come Pick Me Up (1999)
- Here's to Shutting Up (2001)
- Majesty Shredding (2010)
- I Hate Music (2013)
- What a Time to Be Alive (2018)